# Ван Ї (політик)
Ван Ї (кит. 王毅, пін. Wáng Yì; нар. 19 жовтня 1953, Пекін, КНР) — китайський дипломат, міністр закордонних справ КНР з березня 2013 до грудня 2022 року та з липня 2023 року. З 1 січня 2023 року також обіймає посаду голови комісії з закордонних справ ЦК КПК, що в ієрархії вище голови МЗС Китаю.

## Біографія
Народився 19 жовтня 1953 в Пекіні. Після закінчення школи, вісім років працював у Хейлунцзянському виробничо-будівельному корпусі.
У 1982 закінчив Факультет мов країн Азії та Африки Другого пекінського інституту іноземних мов, спеціалізувався на японській мові, бакалавр економіки.
З 1982 працює в Міністерстві закордонних справ КНР — референт, аташе, заступник начальника і начальник відділу Департаменту країн Азії МЗС.
З 1989 по 1994 — радник і радник-посланник посольства КНР в Японії, в 1994—1995 — заступник директора Департаменту країн Азії МЗС, в 1995—1998 — директор Департаменту країн Азії МЗС. З серпня 1997 по лютий 1998 — запрошений вчений Інституту з вивчення дипломатії Джорджтаунського університету.
З вересня 1999 проходив підвищення кваліфікації в Китайського університету закордонних справ.
У 1998—2001 — помічник міністра закордонних справ і за сумісництвом — директор Департаменту політичного аналізу МЗС, у 2001 призначений заступником міністра закордонних справ, ставши наймолодшим заступником міністра закордонних справ в історії КНР. З вересня 2004 по вересень 2007 — посол КНР в Японії, у 2007—2008 роках — перший заступник міністра закордонних справ. У червні 2008 призначений керівником Канцелярії по роботі з Тайванем ЦК КПК і Управлінні у справах Тайваню при Держраді Китаю та обіймав цю посаду до 2013 року.
З 16 березня 2013 до 30 грудня 2022 — міністр закордонних справ КНР.
У жовтні 2022 отримав посаду в Політбюро Комуністичної партії Китаю, очікується, що він відіграватиме більшу роль у зовнішній політиці Китаю.

## Міжнародна діяльність
19 лютого 2022 року, під час свого виступу на Мюнхенській безпековій конференції, міністр закордонних справ Китаю Ван Ї висловив підтримку Україні. Він заявив про необхідність захисту її незалежності та територіальної цілісності. Також Ван Ї наголосив, що Україна має бути мостом, який сполучає Захід і Схід, а не лінією боротьби між великими державами.